# Aloe pungens
Aloe pungens é uma espécie de liliopsida do gênero Aloe, pertencente à família Asphodelaceae.